# Protopanaxadiol
Protopanaxadiol (PPD) es un compuesto orgánico de un grupo de ginsenósidos. Es un dammarano tetracíclico de tipo terpeno sapogenina encontrado en el ginseng ( Panax ginseng ) y en notoginseng ( Panax pseudoginseng ).
Exactamente lo que los metabolitos de protopanaxadiol hacen dentro del cuerpo humano todavía no está claro. Un estudio sugiere que tiene efectos rápidos, no genómicos en las células endoteliales, que se unen a los glucocorticoides y beta estrógeno receptores. El estudio también mostró un aumento de la concentración  intracelular de iones de calcio.